# Ultranationalisme

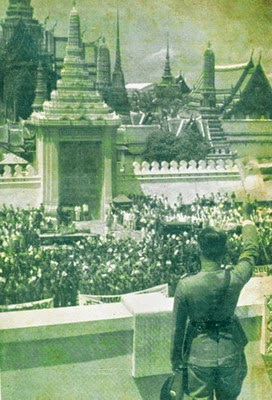
Plaek Phibunsongkhram prononce un discours ultranationaliste devant la foule. Grand Palais à Bangkok. 8 octobre 1940.

L'ultranationalisme (peut être orthographié ultra-nationalisme et également appelé nationalisme extrême, nationalisme radical et nationalisme fanatique) est un néologisme pour désigner une forme de nationalisme extrême et exacerbé, jadis appelée chauvinisme. Il s'est popularisé au XXe siècle. Il est souvent lié au racisme, à la xénophobie, à l'irrédentisme et au revanchisme dans laquelle un pays affirme ou maintient une hégémonie, une suprématie ou d'autres formes de contrôle préjudiciables sur d'autres nations (généralement par la coercition violente) pour poursuivre ses intérêts spécifiques,.
Les partis ultra-nationalistes sont parfois considérés comme illégaux dans certains pays, marginalisés dans d'autres, mais ont pignon sur rue dans de nombreux autres États.
Ces mouvements s'opposent à la présence de puissances étrangères et à leurs influences dans leurs pays respectifs, se caractérisant par une forte radicalité qui peut mener à l'ultraviolence contre ce qu'ils pensent être des « périls » qui « détruisent petit à petit la nation ».

## Mouvements historiques et analyse

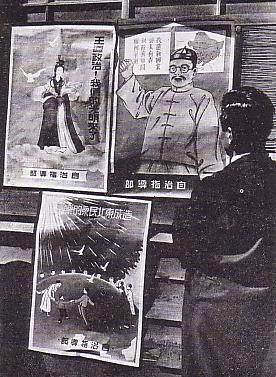
Dans le Japon ultranationaliste des années 1930 et 1940, l'État distribuait régulièrement de la propagande politique prêchant les vertus de la domination et de l'expansion, avec cette photographie montrant les efforts au Mandchoukouo.

L'historien américain Walter Skya a écrit dans Japan's Holy War: The Ideology of Radical Shinto Ultranationalism que l'ultranationalisme au Japon s'inspirait des croyances spirituelles shintoïstes traditionnelles et des attitudes militaristes concernant l'identité raciale de la nation. Au début du XXe siècle, le fanatisme résultant de cette combinaison de nationalisme ethnique et de nationalisme religieux a provoqué une opposition à la gouvernance démocratique et un soutien à l'expansion territoriale japonaise. Skya a particulièrement noté dans son travail le lien entre ultranationalisme et violence politique en citant comment, entre 1921 et 1936, trois anciens et deux premiers ministres du Japon ont été assassinés . Le gouvernement totalitaire japonais des années 1930 et 1940 ne s'est pas seulement appuyé sur les encouragements de l'armée du pays, il a également reçu un large soutien populaire.
La dictature absolue du dirigeant roumain Nicolae Ceausescu a également été décrite comme un exemple de communisme adoptant une approche ultranationaliste par Haaretz. La publication israélienne a cité l' antisémitisme du dictateur en termes d'actions telles que son déni historique de l'Holocauste . Ceausescu a également fait des efforts pour purger les Roumains d'origine juive des postes d'autorité politique.
Haaretz a également qualifié le Premier ministre hongrois Viktor Orban d'ultranationaliste, en raison de ses opinions sur le régime autocratique et l'identité raciale, en particulier la condamnation publique par Orban du "mélange racial".
L'irrédentisme russe, dans lequel un État impérial militant qui s'étend à la fois en Asie et en Europe sans tenir compte des frontières internationales actuelles est proposé, a été décrit comme de l'ultranationalisme par la publication américaine le Los Angeles Times, les actions agressives du président russe Vladimir Poutine étant créditées comme une évolution des arguments politiques qui ont été avancés par de multiples personnalités dans le passé. Les exemples incluent Nicolas Berdiaev, Alexandre Douguine (l'auteur de Fondamentaux de géopolitique), Lev Goumilev, et Ivan Iline. Le journal a souligné les justifications qui ont été données à l'appui de l'invasion russe de l'Ukraine en 2022, citant la déclaration de Poutine selon laquelle il doit combattre militairement un "empire du mensonge" créé par les États-Unis afin de justifier leur désir d'étouffer la Russie.

## Formes d'ultranationalismes
- Les formes extrêmes de pan-nationalisme (panslavisme, pangermanisme, pan-latinisme, panturquisme, panarabisme, panafricanisme, panceltisme, panaméricanisme, pan-asianisme, panbaltisme, paneuropéanisme, panhellénisme, panhispanisme, panindianisme, paniranisme, pan-italianisme, pan-mongolisme, pan-océanisme, scandinavisme, touranisme et yougoslavisme) qui est une forme de nationalisme ethnique unificateur.
- Le néo-ottomanisme turc, qui soutient l'impérialisme économique turc ainsi que l'influence turque dans les anciens pays qui furent sous domination ottomane.
- Le fascisme, qui prône le nationalisme, le futurisme, le militarisme ainsi que l'état totalitaire.
- Le nationalisme des dictatures militaires.
- L'irrédentisme (russe, chinois, hongrois, roumain, italien, allemand, iranien, syrien, israélien, mongol, espagnol, serbe, albanais, marocain, somalien, yéménite, arménien, azéri, indonésien, bulgare, finlandais, grec, ukrainien, bangladais (en), sud-africain (en), argentin (en), népalais, philippin, timorais).
- Le nationalisme révolutionnaire, qui se veut sociétalement conservateur et traditionaliste tout en étant progressiste sur les plans social et économique. C'est une forme socialisante et anti-impérialiste de l'ultranationalisme.
- Le national-bolchévisme qui mêle le nationalisme extrême avec des idées communistes.
- Le nationalisme expansionniste, forme impérialiste du nationalisme.

## Partis politiques ultranationalistes

### Partis actuellement représentés au sein de législatures nationales
Les partis politiques suivants ont été qualifiés d'ultranationalistes.
- Afghanistan : Talibans[6]
- Afrique du Sud : Combattants pour la liberté économique[7],[8]
- Allemagne : Alternative pour l'Allemagne[9],[10]
- Australie : Pauline Hanson's One Nation[11]
- Autriche : Parti de la liberté d'Autriche[12],[13],[14]
- Belgique : Vlaams Belang[15],[16]
- Birmanie : Parti de l'union, de la solidarité et du développement[17],[18]
- Bulgarie : Renaissance[19],[20],[21]
- Chili : Parti républicain[22]
- Chypre : Front populaire national[23],[24]
- Croatie : Mouvement patriotique de Miroslav Škoro[25]
- Danemark : Parti populaire danois[26],[27],[28]
- Espagne : Vox[29],[30]
- Estonie : Parti populaire conservateur d'Estonie[31],[32],[33]
- Finlande : Parti des Finlandais[34]
- Grèce : Solution grecque[35], Spartiates[36]
- Hongrie : Mouvement Notre patrie[37]
- Inde : Shiv Sena[38]
- Israël : Parti sioniste religieux[39], Force juive[40], Yamina[41]
- Italie : Frères d'Italie[42],[43]
- Pologne : Mouvement national[44]
- Portugal : Chega[45]
- Roumanie : Alliance pour l'unité des Roumains[46],[47]
- Russie : Rodina[48]
- Serbie : Parti serbe des gardiens du serment[49],[50]
- Slovaquie : Parti populaire Notre Slovaquie[51], Republika[52]
- Suède : Démocrates de Suède[53],[54],[55]
- Suisse : Union démocratique du centre[56]
- Tchéquie : Liberté et démocratie directe[57]
- Turquie : Parti d'action nationaliste[58],[59]
- Ukraine : Svoboda[60],[61],[62]

### Les partis politiques suivants ont été décrits comme ayant des factions ultranationalistes.
- Brésil : Parti libéral[63]
- Hongrie : Fidesz[64],[65]
- Inde : Bharatiya Janata Party[66]
- Indonésie : Parti du mouvement de la grande Indonésie[67]
- Italie : Ligue du Nord[68]
- Japon : Parti libéral-démocrate[69],[70],[71],[72],[73]
- Malaisie : Organisation nationale des Malais unis[74]
- Pologne : Droit et justice[75],[76]
- Russie : Russie unie[77],[78]

### Partis représentés avec d'anciennes tendances ou factions ultranationalistes
- Bosnie-Herzégovine : Parti démocratique serbe[79],[80]
- Croatie : Union démocratique croate[81]
- Hongrie : Jobbik[82],[83],[84]
- Indonésie : Golkar[85]
- Israël : Israel Beytenou[86]
- Liban : Phalanges libanaises[87]
- Macédoine du Nord : VMRO-DPMNE[88],[89],[90]
- Serbie : Mouvement Dveri[91],[92],[93], Mouvement serbe du renouveau[94]
- Syrie : Parti social nationaliste syrien[95]
- Taïwan : Kuomintang[96]

### Auparavant représentés au sein des législatures nationales
- Afrique du Sud : Parti national[97]
- Allemagne : Parti populaire national allemand[98]
- Belgique : Vlaams Blok[99]
- Birmanie : Parti de l'union, de la solidarité et du développement[100],[101]
- Bulgarie : Union nationale Attaque[102], VMRO[103],[104], Front national pour le salut de la Bulgarie[103]
- Cambodge : Parti communiste du Kampuchéa[105]
- Corée du Sud : Jeunesse nationale (en)[106]
- Croatie : Parti croate du droit[81], Parti pur croate du Droit[81]
- Espagne : FET y de las JONS[107]
- Finlande : Mouvement patriotique[108]
- Grèce : Aube dorée[109],[110],[111], Alerte populaire orthodoxe[112]
- Hongrie : Parti des Croix fléchées[113], Parti hongrois de la justice et de la vie[114]
- Inde : Hindu Mahasabha[115]
- Irak : Parti Baas irakien[116]
- Iran : Parti pan-iraniste d'Iran[117]
- Israël : Kach et Kahane Chai[118], Tehiya[119], Moledet[120], Hatikva[121]
- Italie : Parti national fasciste[122], Mouvement social italien – Droite nationale[123]
- Japon : Association de soutien à l'autorité impériale[124]
- Philippines : Kilusang Bagong Lipunan[125]
- Portugal : Union nationale[126]
- Roumanie : Garde de fer[127], Parti de l'unité nationale roumaine[128], Parti de la Grande Roumanie[129]
- Rwanda : Coalition pour la défense de la République[130]
- Serbie : Parti radical serbe[131], Parti de l'unité serbe[132],[133],[134]
- Slovaquie : Parti national slovaque[135],[136],[137], Parti populaire slovaque[138]
- Tchéquie : Rassemblement pour la République - Parti républicain de Tchécoslovaquie (en)[139]
- Turquie : Parti de la nation des paysans républicains (en)[140], Parti de la Victoire[141],[142], Parti de la grande unité[143]
- Ukraine : Secteur droit[144],[145],[146]

## Organisations politiques ultranationalistes
- Birmanie : Ma Ba Tha[147],[148],[149]

- États-Unis : Proud Boys[150], Patriot Front[151]

- Finlande : Suomen Sisu[152]

- Inde : Rashtriya Swayamsevak Sangh[153], Bajrang Dal[154]

- Indonésie : Pemuda Pancasila[155]
- Irlande : Army Comrades Association[156]

- Israël : Im Tirtzu[157], Lehava[158], Jeunes des collines[159]

- Italie : CasaPound[160]

- Japon : Nippon Kaigi[161],[162],[163],[164],[165], Zaitokukai[166],[167]
- Malaisie : Perkasa (en)[168]

- Mexique : Front nationaliste du Mexique, Union nationale sinarchiste[169],[170]

- Pologne : Jeunes Polonais (en)[171],[172]

- Royaume-Uni : English Defence League[173], Siol nan Gaidheal (en)[174]

- Russie : Mouvement impérial russe[175], Groupe Wagner[176], Club des patriotes en colère

- Sri Lanka : Bodu Bala Sena, Sinhala Ravaya (en)[177]

- Turquie : Loups gris[178],[179],[180]

- Ukraine : Régiment Azov[181],[182],[183]